# Hércules Florence
Antoine Hercule Romuald Florence, conhecido como Hercule Florence ou Hércules Florence, (Nice, 29 de fevereiro de 1804 – Campinas, 27 de março de 1879), foi um inventor, desenhista, polígrafo e pioneiro da fotografia monegasco-brasileiro.
A ele é creditada a invenção independente da fotografia no Brasil, três anos antes de Louis Daguerre mas seis anos após Nicéphore Niépce, e a criação do termo photographie em 1834, alguns anos antes de John Herschel cunhar independentemente o termo photography.

## Biografia
Desde pequeno Hércules Florence demonstrou possuir notável talento para o desenho. Ao ler Robinson Crusoé, de Daniel Defoe, apaixonou-se pela vida no mar.
Em 1820, com apenas 16 anos, obteve a autorização de sua mãe e tornou-se grumete. Sua primeira parada marítima foi o grande porto belga de Antuérpia, onde, desafortunadamente, foi assaltado e espoliado de seus principais bens e dinheiro. O então aventureiro fez uma viagem praticamente a pé até o principado francês de Mônaco, passando por uma breve estada na Holanda.
Sua desdita no porto belga não o desanimou e, em 1º de maio de 1824, após renovar seu passaporte, chegou ao Brasil a bordo da fragata Maria Thereza, aportando no Rio de Janeiro. A fragata ficou estacionada um mês e seguiu seu trajeto, porém sem o jovem Florence, que se fixaria no Brasil por toda a vida.
Em princípio, o então jovem viajante, sem falar o idioma local, obteve emprego, inicialmente, como caixeiro numa casa de roupas, transferindo-se, logo a seguir, para o estabelecimento de outro francês, Pierre Plancher, proprietário de uma livraria e uma tipografia.
A vida do pesquisador estava prestes a mudar quando, por meio de um anúncio, chegou ao seu conhecimento que uma expedição científica tinha muita demanda para desenhistas em seus quadros para que estes fizessem a documentação e relato ilustrado da viagem, que seguiria pelos rincões mais afastados do norte do Brasil.

### A expedição Langsdorff

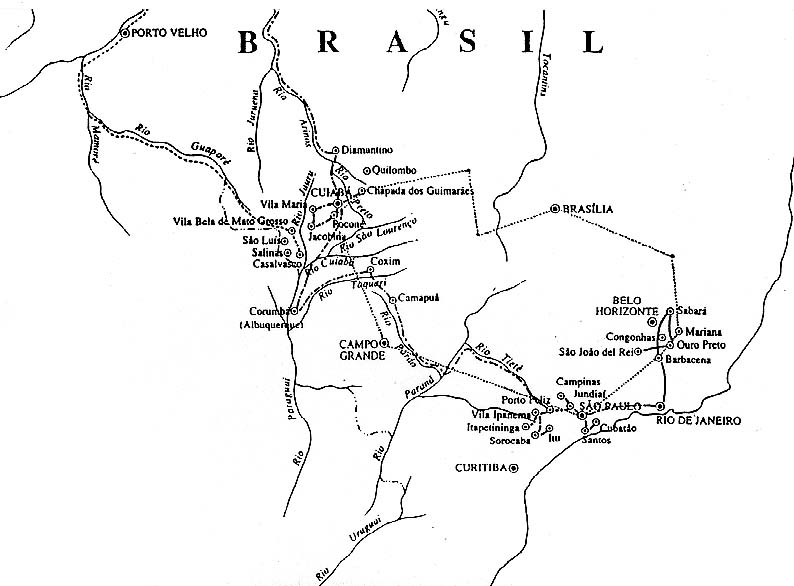
Trajeto da expedição.

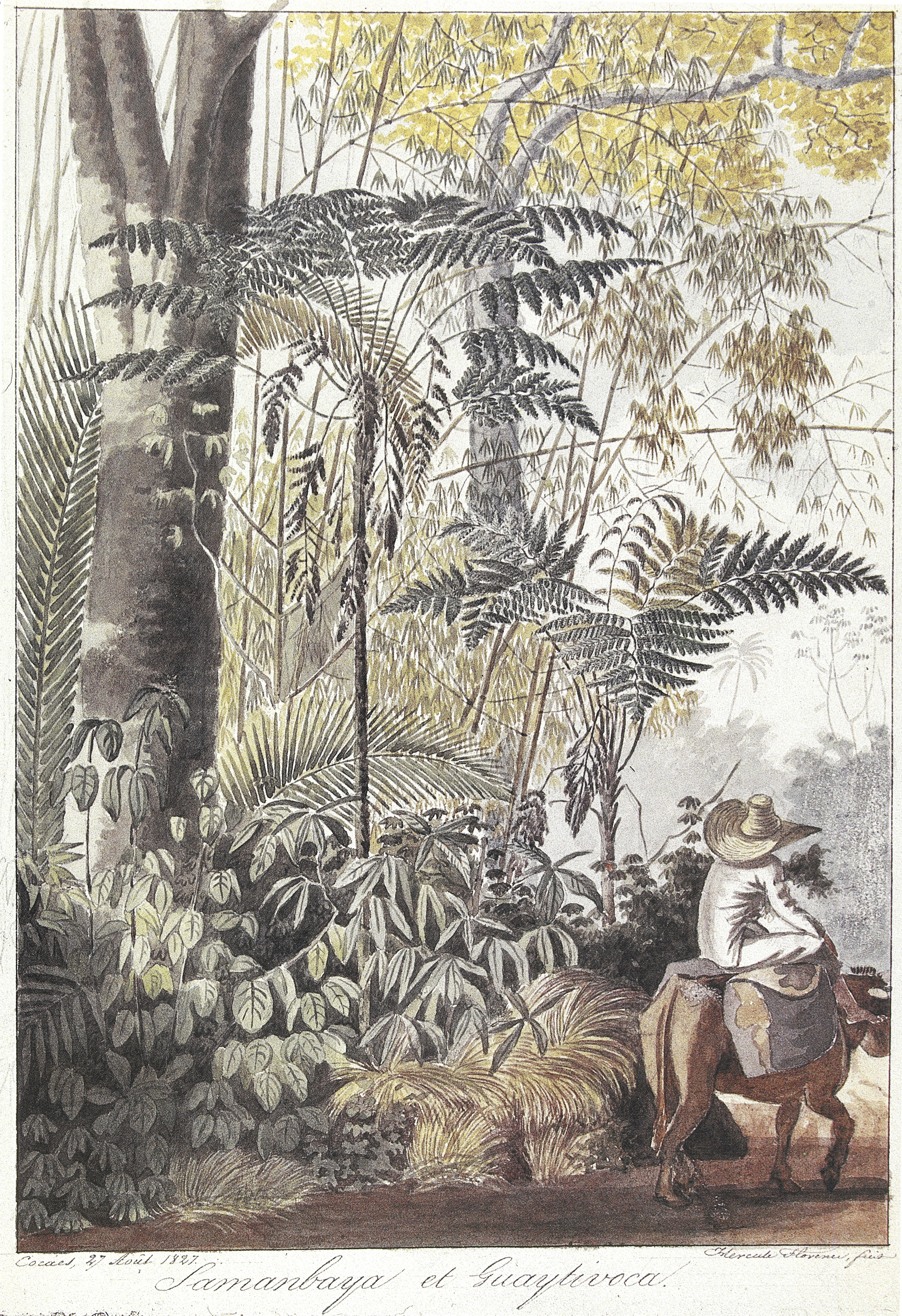
Ilustração de Hercule Florence de 1827

Um ano depois, Florence ficou fascinado com a perspectiva de realizar uma viagem pelo interior do Brasil. Sua grande aventura teve início quando foi informado de que um naturalista alemão, o Barão Georg Heinrich von Langsdorff, pretendia empreender uma expedição científica por várias províncias do país, incluindo a Amazônia, e necessitava de um desenhista.
Florence conseguiu ser admitido no cargo pelo seu talento artístico e pelos seus conhecimentos de cartografia. Juntamente com Aimé-Adrien Taunay completou a dupla de desenhistas incumbida de realizar a documentação iconográfica ao longo do extenso trajeto da expedição.
Deve-se a Florence o relato completo dessa aventura, percorrida ao longo de 13 000 quilômetros entre os anos de 1825 e 1829, assim como a maior parte da documentação iconográfica. Para além dos relatos documentais da jornada, foi nesta expedição, que transformaria a vida pessoal e acadêmica de Florence, que o pesquisador formatou e deu vida, posteriormente, às suas revolucionárias invenções sonoras conhecidas na atualidade como zoophonie ou zoophonologie, com apontamentos de comunicação regular entre animais de uma mesma espécie.
Nela se percebe sua preocupação em registrar com rigor científico a natureza e os índios das regiões visitadas. Essa coleção de imagens é de valor inestimável para os estudos antropológicos e etnográficos, conforme é atestado por cientistas brasileiros e estrangeiros.
Após seu retorno da expedição, contraiu núpcias com Maria Angélica A. M. Vasconcelos, filha de importante político paulista, fixando residência na pacata vila de São Carlos (atual Campinas), um dos polos culturais mais importantes do Estado de São Paulo. Florence havia conhecido sua futura esposa dias antes da partida da viagem que mudaria a sua vida, na cidade de Porto Feliz, situada na região de Itu e Sorocaba.
Com Maria Angélica teve:
- Amador Bueno Machado Florence
- Celestina Machado Florence
- Adelaide Machado Florence
- Francisco Alvares Machado Florence
- Cândida Machado Florence
- Antonio Hercules Machado Florence
- Angelica Machado Florence casada com Delfino Pinheiro de Ulhôa Cintra Júnior
- Arnaldo Machado Florence
- Paulo Machado Florence

As dificuldades encontradas por Hércules para publicar satisfatoriamente suas pesquisas, teses e descobertas durante sua longa viagem, fizeram-no, entre os anos de 1832 e 1836, dedicar-se a encontrar uma maneira inventiva para impressão e gravura de seus estudos. Destes seus intentos surgiu o que se chamou de Poligraphye. O método serviu, de início, para expor ao público acadêmico suas observações sobre o conceito de zoophonie trabalhado pelo desenhista na Amazônia.

### Primeiras invenções: a zoofonia, a poligrafia e a fotografia
Pretendendo publicar um estudo que fizera sobre os sons emitidos pelos animais, produto de suas observações anotadas na selva durante a expedição (o qual intitulou "zoophonie"), deparou com a inexistência de oficinas impressoras na Província de São Paulo.
Decidiu então idear seu próprio método de impressão, a Poligraphie, e em 1832, já se encontrava estabelecido comercialmente oferecendo ao público seus escritos e desenhos, além de manter, ao mesmo tempo, uma loja de tecidos.
Observando o descolorimento que sofriam os tecidos de indianas expostos à luz do sol e informado pelo jovem boticário (e futuro botânico de nomeada) Joaquim Correia de Melo das propriedades do nitrato de prata, deu início às suas investigações sobre fotografia. Suas primeiras experiências com a câmera obscura datam de janeiro de 1833 e encontram-se registradas no manuscrito Livre d'Annotations et de Premier Matériaux.
Mais de 150 anos depois, o exame detalhado desse manuscrito por Boris Kossoy levou-o a comprovar o emprego pioneiro de Florence da palavra "photographie", pelo menos cinco anos antes que o vocábulo fosse utilizado pela primeira vez na Europa.

### Importância científica e acadêmica

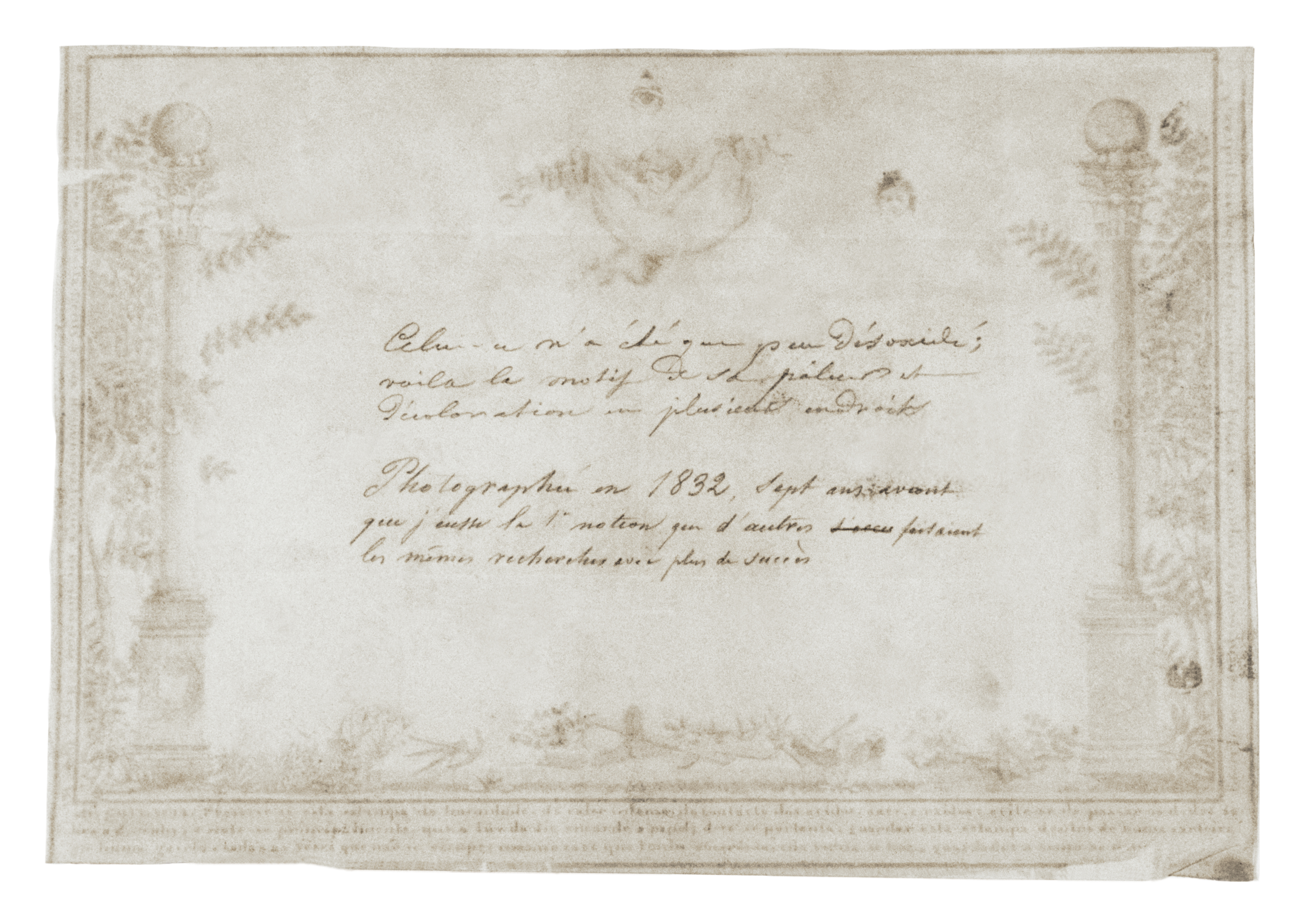
Primeira fotocópia, realizada por técnica de revelação e fixação, por Florence, circa 1833.

Desta feita, Hércules Florence galgou espaço na galeria dos grandes inventores e cientistas de seu tempo.
No Brasil, ao lado de Bartolomeu Lourenço Gusmão, conhecido como "O Padre Voador", percursor da aeroestação, bem como, um pouco a seguir, Padre Roberto Landell de Moura, o primeiro a difundir emissões de rádio no mundo, e Alberto Santos Dumont, inventor do primeiro avião a planar em voo livre pelos ares.
A consistência dos estudos do franco-brasileiro, portanto, seus registros e correlações em campo de pesquisa, em muito contribuíram para a evolução da fotografia como conceito, atividade e área de atuação.
Por meio de suas obras e do casamento valioso, Hércules teve grande prestígio e convívio com a alta sociedade brasileira, incluindo políticos e intelectuais de seu tempo e que o ajudaram a desenvolver seus novos conceitos e experiências.
Uma de suas invenções mais marcantes e de valor quotidiano foi o que posteriormente batizaram de Papel Inimitável, que, como o próprio nome o diz, evita fraudes e falsificações em cédulas, nôminas e documentos da burocracia estatal ou em qualquer registro de valor bancário. Sobre sua descoberta, diz-se:
| “ | O súbdito francez Hercule Florence, que era um scientista notável. Develhe a sciencia as descobertas que fez da polygraphia, aperfeiçoada depois sob a denominação de pulvographia, do papel inimitável, cuja importância maior era evitar falsificações em quaesquer títulos de valor, firmados naquelle papel muito propriamente denominado inimitável... | ” |

O processo para se conseguir este produto final consistiu em situar uma placa de vidro como matriz e enegrecê-la com o fumo de um lampião, adicionando, em seguida, uma camada de borracha arábica. Com o endurecimento da borracha e o auxílio de um alfinete, era possível registrar ilustrações ou escritos na superfície do produto ao se retirar a camada dura da parte inferior do vidro.
Entre os anos de 1830 e 1862, o inventor realizou registros periódicos e regulares sobre suas teorias, experiências e realizações. Escritos todos em sua língua materna, o francês, Florence os reuniu em um grande livro intitulado “L’Ami Des Arts Livré à Lui Même ou Recherches Et Découvertes Sur Différents Sujets Nouveaux”, isto é, "O amigo das artes entregue a si mesmo ou pesquisas e descobertas em novos tópicos diferentes", em tradução livre.
A obra abrigava uma pequena coleção de três cadernos de anotações chamados pelo próprio autor de "Correspondence" ("Correspondência"), já que se tratava de compilações de cartas do próprio Florence a amigos e intelectuais a respeito de suas pesquisas. Assim, Hércules os editou para conter toda e cada anotação, tentativa e erro de suas invenções e ideias.
Por meio de uma de suas principais criações, a Poligrafia, o francês pôde imprimir de maneira eficaz e substancial estas cartas, registros e, pro fim, a junção destas todas na grande obra acima citada, resultando em uma organizada e valiosa fonte posterior de conhecimento e leitura para universidades e cursos ou áreas em que seus inventos tiveram influência direta.
Com resultados práticos cada vez mais satisfatórios, Florence decidiu utilizar-se da câmera escura para aumentar a qualidade da imagem prostrada no papel, seja ela desenhos ou escritos. Ao fazer algum registro na prancha e usando a luz solar e do cloreto de prata ou ouro como tinta para impressão, Hércules chegou de modo empírico a algo muito perto do que hoje conhecemos como a fotografia moderna. A base era sobreposta aos cloretos dos metais e, em seguida, exposto à luz solar, produzindo uma imagem nítida como produto.
Em seu manuscrito "L'Ami Des Arts...", o pesquisador cita seus experimentos de imprimir cópias utilizando a luz do sol como fonte primária, explicando o método para, em contacto com o coreto dos metais, originar o que ele próprio chamou de "Photographie":
| “ | Dei a essa arte o nome de Photographie, porque nela a luz desempenha o principal papel | ” |

Florence teve especial ajuda do botânico, químico e farmacêutico Joaquim Corrêa de Mello para obter estes resultados em seus experimentos. Ele trabalhava na farmácia do sogro de Hércules, Francisco Álvares Machado e Vasconcellos:
| “ | Nestas pesquisas, com elle collaborava Intelligentemente o grande botânico e chimico paulista Joaquim Corrêa de Mello [...] | ” |

Hercules Florence faz, da mesma forma, menção honrosa aos auxílios e trabalhos conjuntos que Corrêa de Mello realizou com ele, contribuindo, também nos textos de "Correspondence" o emprego do termo Photographie ao amigo e colega:
| “ | Em 1832, assaltou-me a ideia de imprimir pela acção da luz sobre o nitrato de prata. O Sr. Correia de Mello (muito notável botânico brasileiro) e eu demos ao processo o nome fotografia. | ” |

A importância maior de Joaquim Corrêa de Mello, contudo, não se limitou a estes auxílios pontuais. Florence já o havia manifestado o seu desejo de criar um método simples para impressão em média e larga escala através da luz solar, com o diferencial de que esta não necessitasse do complexo maquinário tipográfico. Desta forma, Mello sugeriu a utilização dos sais de prata para que fosse possível o escurecimento natural da fotografia em função da luz.
Quando do teste prático, o franco-brasileiro registrou a utilização dos sais de ouro e prata e seus resultados. Estes foram certamente os primeiros experimentos da história fotográfica a usar este método:
| “ | Esse sal deverá servir de tinta para a impressão das provas. É externamente caro, mas suas propriedades são tais, que me sinto obrigado a preferi-lo ao nitrato ou cloreto de prata, que é quatro ou seis vezes mais barato. Se não se tratasse de pôr cloreto de ouro nos traços, a despesa não seria excessiva, mas é indispensável molhar toda a superfície do papel sobre o qual se imprime. | ” |

Em suma e contas feitas, o pesquisador francês teve o notável êxito de ter construído, de maneira modesta e até rudimentar, uma câmera escura fazendo uso de uma lente única e de uma paleta de cores como base, obtendo uma imagem fotográfica e cunhando o termo que se eternizou como a atual Fotografia.
Como a imagem inicial se perdeu, o pesquisador repetiu o experimento por mais algumas vezes e, persistindo o erro, decidiu utilizar o negativo da imagem sobreposta com o papel sensibilizado com os sais metálicos para, sob a ação da luz solar, conseguir o positivo da mesma imagem, tal e qual o processo que foi explanado acima. Se constatarmos que o cientista inglês Willian Fox-Talbot, percursor reconhecido da fotografia, fez uso do mesmo procedimento metodológico, porém alguns anos depois, fica fácil compreender que Florence o antecedeu na invenção de uma foto impressa.

### "Um inventor no exílio"

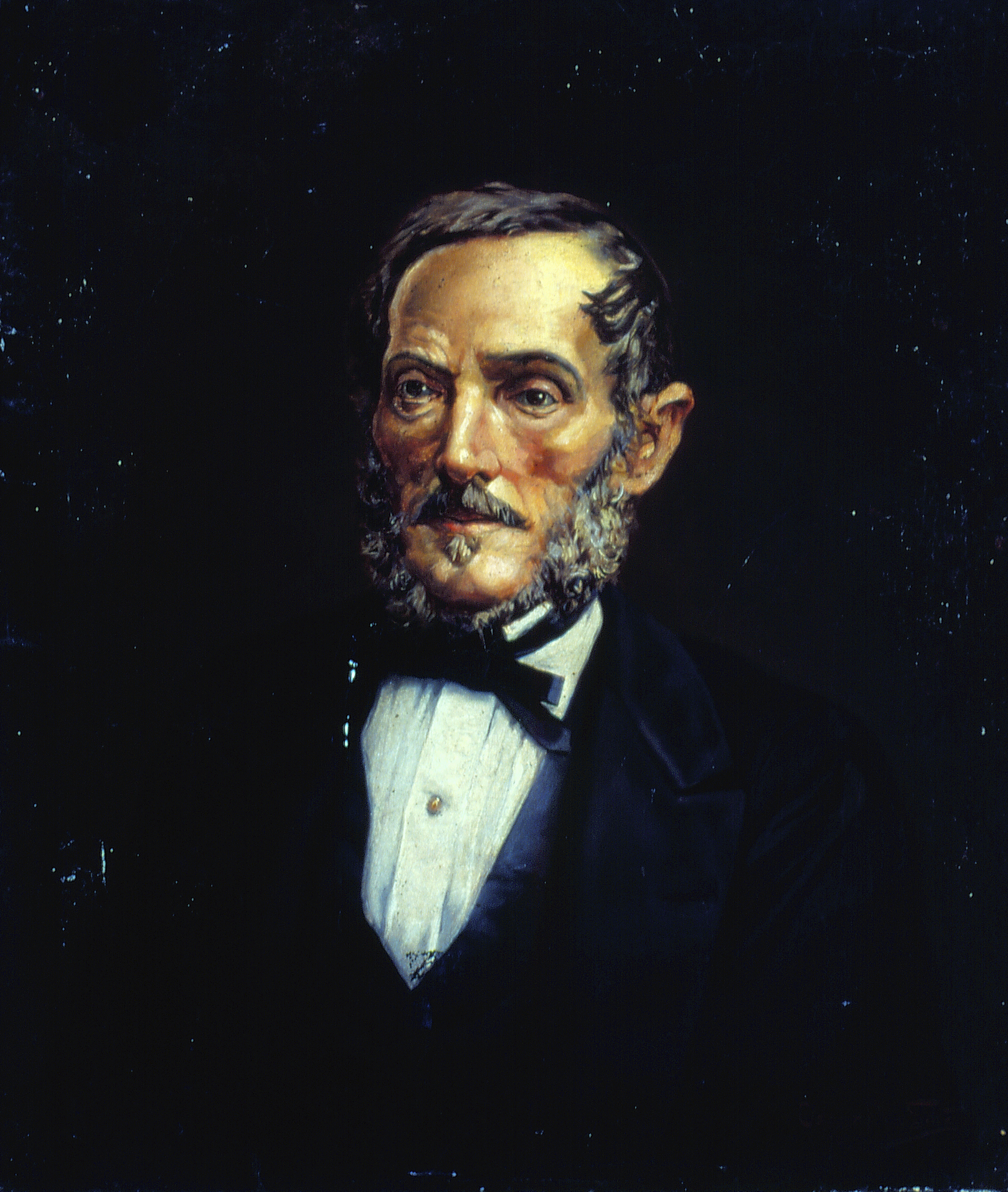
Pintura de Hércules Florence feita por Oscar Pereira da Silva

Diante de tantas sucessivas invenções, pesquisas e experiências, Hércules Florence absorveu a consciência de que sua obra, em um âmbito geral, poderia influenciar a comunidade científica e o elevar ao título de inventor, tendo, da mesma forma, temido que sua fama na divulgação de suas descobertas o levassem a um mau lugar. Em uma longa carta, este sentimento é exposto e o seu posterior pouco reconhecimento ante a importância de seus estudos e que, inclusive, cita o acaso de alguns de seus registros terem parado por acidente na bagagem de volta do Príncipe de Joinville, filho do rei da França Luís Filipe I, que regressava do Brasil à Europa, e que levou muito de suas descobertas ao velho continente:
| “ | Não passarei em silêncio, um incidente que começou em 1833. Veiome à idéia um dia, era 15 de agosto (1832), que se poderiam fixar as imagens na câmara escura. Realizando a primeira experiência, verifiquei que raios solares passaram diretamente, do tudo mal ajustado ao instrumento, e sensibilizaram o papel embebido de nitrato de prata. Patenteou-se-me, então, que se poderiam imprimir escrita e desenhos gravados (a jour sur) em vidro coberto de negro e goma. Imprimi um anúncio com uma fama a fazer às vezes de cabeçalho, que espalhei pela cidade e que me fez vender muitas mercadorias, porque fazer propaganda desse tipo era novidade para Campinas. Dei ao processo o nome de “Fotografia”. Entre outros desenhos e autógrafos fotografados, imprimi ao sol o retrato de um índio Bororó, que enviei ao Sr. Felix Taunay, que me respondeu com a notícia de o ter colocado no álbum do príncipe de Joinville, por ocasião de sua primeira viagem ao Rio de Janeiro. Certo ano em que estive nessa cidade, se não me engano, em 1836, faleilhe a respeito de tais experiências, mas, quando em 1839 ocorreu a invenção de Daguerre, monologuei: - Se eu tivesse permanecido na Europa, teriam reconhecido meu descobrimento. Não mais pensemos nisso. | ” |

A despeito de seu casamento abastado, seu sogro influente e seu prestígio na então restrita comunidade intelectual brasileira, Florence lamentava que suas realizações não tinham o devido crédito no mundo afora, muito em função, cria ele, de não residir nos grandes centros culturais europeus. Embora tenha tido um notável poder inventivo e criado metodologias únicas para concluir suas experiências, o pesquisador franco-brasileiro não teve o reconhecimento de nenhuma de suas contribuições. Tendo tido contacto com toda a nata da academia brasileira, inclusive com o próprio imperador D. Pedro II, bem como dos demais cientistas advindos da ainda existente Missão Francesa, o nome de Hércules Florence não ecoou pelas universidades importantes do globo.
Desta forma, o próprio cientista apelidou-se de um "Inventor no Exílio", reclamando da falta de estrutura e incentivo acadêmico ou estatal para suas experiências, bem como da escassez de pessoas interessadas e entendidas para auxiliar e estudar suas criações. No mesmo livro-diário "L'Ami des Arts...", observamos o franco-brasileiro angustiado com a perspectiva de ficar à margem de suas próprias realizações:
| “ | Inventei a fotografia; fixei as imagens na câmera obscura, inventei a poligrafia, a impressão simultânea de todas as cores, a prancha definitivamente carregada de tinta, os novos sinais estenográficos. Concebi uma máquina que me parecia infalível cujo movimento seria independente de um agente qualquer e cuja força teria alguma importância. Comecei a fazer uma coleção de estudos de céus, com novas observações, muitas, aliás, e meus descobrimentos estão comigo, sepultados na sombra, meu talento, minhas vigí- lias, meus pesares, minhas privações são estéreis para os outros. Não me socorreram as artes peculiares às grandes cidades para desenvolver e aperfeiçoar alguns de meus descobrimentos, para que eu me cientificasse da exatidão de algumas de minhas idéias. Estou certo de que, se estivesse em Paris, um único de meus descobrimentos poderia, talvez suavizar-me a sorte e ser útil a sociedade. Lá, talvez não me faltassem pessoas que me ouviriam, me adivinhariam e me protegeriam. Estou certo de que o público, o verdadeiro protetor dos talentos, me compensaria de meus sacrifícios. Aqui, porém, ninguém vejo a quem possa comunicar minhas idéias. Os em condi- ções de as entenderem, seriam dominados por suas próprias idéias, por suas especulações, pela política, etc. | ” |

Depois deste momento de sua vida, Florence escusou-se a realizar novos experimentos com os sais metálicos e o negativo das imagens em câmera, dedicando-se à tentativa de divulgar, através de seus influentes amigos na imprensa carioca e paulista, seus feitos para o Brasil e, por que não, ao mundo. Realizou noticiosos em jornais como "O Pharol" , de São Paulo, bem como no "Jornal do Commércio", do Rio de Janeiro, não obtendo sucesso em nenhuma das tentativas.
Karl Von Engler, um médico austríaco amigo de Florence e radicado na atual cidade de Indaiatuba, próxima a Campinas, terá relatado, segundo o relato de sua bisneta, a historiadora Chloé Almeida Engler, que as sucessivas falhas em propagar suas ideias e a modéstia característica do francês, fizeram-no perder o posto de inventor para os europeus:
| “ | Hércules Florence é dos meus mais caros amigos. A amizade que nos é feita de confiança e compreensão mútuas. Florence é gênio, mas muito modesto. Homem de vasta cultura, está constantemente à procura de novos conhecimentos. De uma feita, veio me contar, muito em segredo, que havia descoberto uma maneira de fixar a imagem sobre chapa de aço polido. Essa descoberta lhe havia custado muitas noites mal dormidas e dias de exaustivas experiências. Aconselhei-o a divulgar a sua invenção, única no mundo, pois até essa data a maneira de fixar uma imagem era deficiente e inadequada. Florence, modesto, deixava o tempo correr, obrigando-me também a guardar seu segredo. | ” |

Em outro testemunho que comprova o "exílio" de Hércules, o doutor austríaco narra a recepção do franco-brasileiro à notícia de um grupo de franceses sobre a oficial descoberta da fotografia, na França:
| “ | Todas as tardes, como velho costume, nós nos sentávamos à porta de minha casa – o Hércules, eu e mais uma meia dúzia de amigos. A prosa era geral; pouca maledicência. Quase sempre discorríamos sobre política, pois as idéias liberais dos brasileiros tomavam vulto. Numa das vezes, o Hércules trouxe consigo uns compatriotas, e a prosa discorreu toda em francês. Esses franceses estavam de passagem por Itu [...] Fiquem sabendo que Daguerre, na França, acaba de descobrir o modo de fixar a imagem sobre chapa de aço polido! Não é formidável? [...] Olhei para o Florence que, muito pálido, parecia prestes a desfalecer [...] Hércules Florence, ao constatar que o seu silêncio fora a causa da perda de uma glória que deveria ser sua, não suportou o impacto. Teve uma síncope, e se eu não o amparasse, teria batido com a cabeça no chão [...] Pela modéstia, o Brasil deixou de ser o berço de uma das mais notáveis invenções deste século. | ” |

### Papel realizador na imprensa campineira e outros inventos
Florence foi ainda pioneiro da imprensa em Campinas ao fundar, em 1836, O Paulista, primeiro jornal do interior da Província de São Paulo. A proliferação em Campinas de bilhetes falsos de banco induziu-o a inventar um novo método de impressão para evitar falsificações, sobre o que publicou um folheto de 14 páginas. Em 1843 a Academia de Ciências e Artes de Turim declarou que o seu invento tinha algo de novo, com propriedades contrabalançadas com defeitos, mas que merecia a proteção do Governo de Sardenha.
Em 1847, Florence descreveu o emprego dos "Typo-sílabas", ideia precursora da taquigrafia.
Florence enviuvou em 17 de janeiro de 1850, mas quatro anos depois casou-se novamente, desta vez com Carolina Krug, de origem alemã, com a qual teve sete filhos. O casamento ocorreu em 4 de janeiro de 1854. Florence já contava então 50 anos.
Em 1860 inventou a "poligrafia", a impressão por meio do pó. Em 1877, foi eleito membro do Instituto Histórico e Geográfico de São Paulo. No fim da sua vida, dedicava-se à agricultura.

### Importância iconográfica

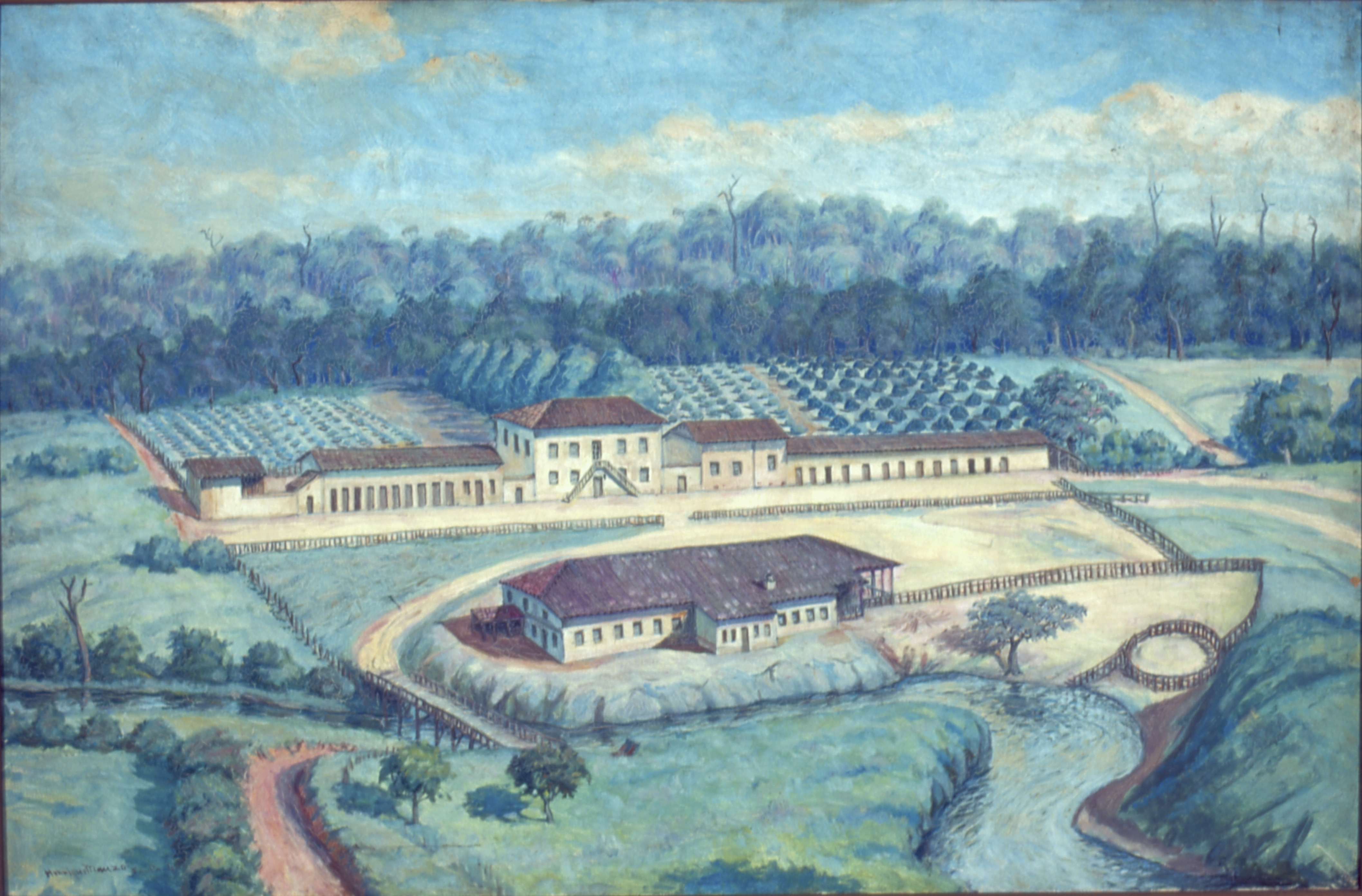
Pintura "Fazenda em Campinas, 1840", por Henrique Manzo, baseada no desenho de mesmo nome por Florence

Durante os anos passados na Expedição Langsdorff, Florence realizou diversos desenhos que registraram a fauna, a flora e as comunidades e seus costumes do centro-oeste do Brasil, em meados do século XIX. Estes desenhos ganharam um caráter de documento histórico, por serem um dos poucos registros iconográficos desta região do país, na época em que foram realizados.
Devido a sua importância, que retratavam o litoral, o interior e a capital paulista, os desenhos foram utilizados como base e referência na produção de diversas pinturas do Museu Paulista, durante a gestão de Afonso d'Escragnolle Taunay, na década de 1920. Artistas como Alfredo Norfini, Henrique Manzo, José Wasth Rodrigues, Benedito Calixto e Oscar Pereira da Silva fizeram releituras de seus desenhos. É o caso das três obras da série "Fazenda em Campinas, 1840", que foram reproduzidas por Manzo, ou do quadro "Vista da Cubatão, 1826", realizado por Calixto. Por servir como base para todo este trabalho, Taunay denominou Florence como "patriarca da iconografia regional".

## Obras
- FLORENCE, Antoine Hercule Romuald. Ensaio sobre a impressão das notas de banco por um processo totalmente inimitável, precedido por algumas observações sobre a gravura das mesmas notas, e o modo de se conhecer as que são falsas. Campinas: Tipografia de Costa Silveira, 1841.
- FLORENCE, Antoine Hercule Romuald. Zoophonia. Revista Trimensal do Instituto Histórico Geographico e Ethnographico do Brasil. Rio de Janeiro: B.L. Garnier, tomo XXXIX, parte segunda, 1876, p. 321-336.
- FLORENCE, Antoine Hercule Romuald. Viagem fluvial do Tietê ao Amazonas de 1825 a 1829 São Paulo: Melhoramentos, 1a ed., 1941; 2a ed., 1948; São Paulo: Editora Cultrix, 1977; Brasília: Edições do Senado Federal, 2002.